# François Pouzet
François Pouzet (Santiago de Chile, 4 de junio de 1987) es un ingeniero comercial y emprendedor chileno de origen francés. Es reconocido en su país por su aporte al emprendimiento del país a través de su canal de YouTube, donde entrevista a emprendedores y empresarios. Actualmente es socio fundador de diversas compañías como Float Chile, Emprendedor Chile, Trekking en Chile, Zapatetes y Zealpadel.
Fue también un destacado atleta nacional en Lanzamiento de jabalina. Consiguió ser medallista en el Campeonato Sudamericano Sub-18 de Guayaquil, Ecuador, en 2004. Además, ostentó el récord nacional juvenil en el año 2006 con una marca de 67,84 metros, lo cual le permitió clasificar al Campeonato Mundial Juvenil en Beijing, China, ese mismo año. Su mejor marca personal es de 72,15 metros.

## Carrera
Iniciando su trayectoria antes de graduarse, Pouzet realizó su práctica laboral en ProChile, específicamente en la oficina comercial de Vietnam, durante el año 2011. Un año más tarde, obtuvo su título como Ingeniero Comercial de la Universidad de Chile.
En 2012 comenzó a trabajar en el área de Exportaciones de Viña Cono Sur y, luego, en el año 2015 en el Grupo Bethwines, como Export Manager de las viñas Indómita, Santa Alicia, Porta y Agustinos.
En 2018 renunció para fundar Float Chile, el primer centro de flotación de Chile.
En 2020 creó su canal YouTube donde entrevista a destacados emprendedores y empresarios de Chile. Ese mismo año creó Emprendedor Chile, una plataforma de cursos en línea de emprendimiento.
En 2022 fundó dos empresas más, Zapatetes, una tienda de zapatos infantiles, y Zealpadel, una tienda de palas de pádel.

## Atletismo
Pouzet siempre fue apasionado por el deporte, y después de pasar por distintas disciplinas del Atletismo, conoció el lanzamiento de la jabalina a los 14 años. Desde ese momento, su camino en esta disciplina fue una historia de dedicación y logros.
Rápidamente, comenzó a cosechar éxitos a nivel nacional, ganando medallas en diversos torneos. En 2004, representó a su país en el Campeonato Sudamericano Sub-18 en Ecuador, obteniendo el tercer puesto. Un año después, en 2005, participó en el Campeonato Sudamericano Juvenil en Buenos Aires, Argentina, consiguiendo el cuarto lugar.
Sin embargo, fue en 2006 cuando Pouzet realmente dejó su marca. Estableció el récord nacional juvenil en lanzamiento de jabalina, lo que lo llevó a clasificar para el Campeonato Mundial Juvenil en Beijing, China, ese mismo año.
La cima de su carrera llegó en 2007, cuando alcanzó una marca personal excepcional de 72,15 metros en lanzamiento de jabalina, consolidando su posición como uno de los mejores en su disciplina en la historia de Chile.
En el año 2009, Pouzet decidió dar un paso atrás en su carrera deportiva para enfocarse en sus estudios y nuevas etapas de la vida.